# Porsche Tennis Grand Prix 1998
Porsche Tennis Grand Prix 1998 — жіночий тенісний турнір, що проходив на закритих кортах з твердим покриттям Filderstadt Tennis Club у Фільдерштадті (Німеччина). Належав до турнірів 2-ї категорії в рамках Туру WTA 1998. Це був 21-й турнір і тривав з 5 жовтня до 11 жовтня 1998 року. Несіяна Сандрін Тестю здобула титул в одиночному розряді й заробила 79 тис. доларів.

## Фінальна частина

### Одиночний розряд
Сандрін Тестю —  Ліндсі Девенпорт 7–5, 6–3
- Для Тестю це був єдиний титул за сезон і 2-й за кар'єру.

### Парний розряд
Ліндсі Девенпорт /  Наташа Звєрєва —  Анна Курнікова /  Аранча Санчес Вікаріо 6–4, 6–2
- Для Девенпорт це був 10-й титул за сезон і 41-й — за кар'єру. Для Звєрєвої це був 6-й титул за сезон і 79-й — за кар'єру.

## Розподіл призових грошей
| Дисципліна       | П       | F       | ПФ      | ЧФ     | 1/8    | 1/16   |
| Одиночний розряд | $79,000 | $36,000 | $17,850 | $9,400 | $4,950 | $2,600 |